# Elastic Heart
"Elastic Heart" (tạm dịch: "Trái tim bền bỉ") là một bài hát của nữ ca sĩ người Úc Sia hợp tác với nam ca sĩ người Canada The Weeknd và nhà sản xuất thu âm người Mỹ Diplo, trích từ phần nhạc phim của bộ phim điện ảnh Mỹ The Hunger Games: Bắt lửa ra mắt năm 2013. Nhà sản xuất thu âm người Mỹ Andrew Swanson đã giúp đỡ các nghệ sĩ trong việc sáng tác phần lời của bài hát, còn Diplo và nhà sản xuất âm nhạc người Mỹ Greg Kurstin đảm nhiệm công tác sản xuất. Bài hát được các hãng thu âm RCA, Republic và Lionsgate phát hành vào ngày 1 tháng 10 năm 2013 dưới dạng đĩa đơn. "Elastic Heart" đứng vị trí thứ 7 trên bảng xếp hạng đĩa đơn của New Zealand và được hiệp hội Recorded Music NZ cấp chứng nhận đĩa Vàng. Ngoài ra, bài hát cũng lọt vào các bảng xếp hạng tại Úc, Bỉ, Thụy Sĩ và Anh Quốc.
Năm 2014, Sia đã thu âm lại một phiên bản đơn ca của "Elastic Heart" cho album phòng thu thứ sáu của cô, 1000 Forms of Fear. Phiên bản đơn ca này đã được chọn làm đĩa đơn thứ ba của album và được phát hành vào năm 2015 kèm theo một video âm nhạc gây nhiều tranh cãi với sự góp mặt của nam diễn viên Shia LaBeouf và nữ vũ công trẻ Maddie Ziegler. Năm 2015, video xếp thứ tám trong danh sách các video âm nhạc có nhiều lượt xem nhất trên YouTube, đồng thời đĩa đơn cũng lọt vào top 10 tại các bảng xếp hạng của Úc và Anh Quốc, và top 20 tại Mỹ.

## Phát hành và sáng tác
"Elastic Heart" được chọn làm đĩa đơn thứ hai trích từ album nhạc phim của bộ phim The Hunger Games: Bắt lửa (2013). Bài hát được phát hành dưới dạng tải kỹ thuật số vào ngày 1 tháng 10 năm 2013. Tại Mỹ, bài hát được hãng thu âm RCA Records, Republic Records và Lionsgate Films gửi đến đài phát thanh rhythmic contemporary vào ngày 8 tháng 10 năm 2013.
"Elastic Heart" là một bản power ballad. Nhà phê bình Hilary Hughes từ tờ The Village Voice đã miêu tả "Elastic Heart" là một "nhạc phẩm hùng vĩ và đậm chất electropop," trong khi đó Aimee Cliff từ tạp chí Fact đã mô tả bài hát là "một ca khúc nhạc pop có tính đàn hồi tựa như cao su vậy." Trong khi đó, phóng viên Julianne Shepherd đến từ tạp chí Rolling Stone lại cho rằng đây là một bài hát nhạc trap. Lời bài hát đề cập tới "sức mạnh áp đảo mà Sia cần có để thuyết phục chính mình rằng cuộc đời thật đáng giá nhường nào sau khi vừa mới thoát khỏi một mối quan hệ đổ nát".
Về phần nhạc lý, bài hát có chùm hợp âm D–A–E–F♯m và được viết ở cung La trưởng.

## Đánh giá chuyên môn
Blue Sullivan đến từ tạp chí Slant Magazine đã nhận xét: "'Elastic Heart' là một sản phẩm hợp tác liền mạch và hết sức thành công, nó giống như một phiên bản after-market lấm bẩn hơn của "Do What U Want" do Lady Gaga trình bày vậy." Chris Martins từ tạp chí Spin viết, "Sia đã ngân vang" một "bản ballad sôi nổi." Bradley Stern từ trang web MuuMuse khẳng định bài hát là một "sự kết hợp hỗn độn nhưng hoàn hảo." "Elastic Heart" ra mắt ở vị trí thứ 67 trên bảng xếp hạng ARIA Singles Charts vào ngày 14 tháng 10 năm 2013. Bài hát cũng đạt thứ hạng 27 trên bảng xếp hạng Ultratip Wallon của Bỉ, và thứ 36 tại Thụy Sĩ. Tại New Zealand, "Elastic Heart" được đánh giá cao hơn với vị trí xếp hạng cao nhất là 7 trên bảng xếp hạng đĩa đơn của quốc gia này, đồng thời nhận được chứng nhận đĩa Vàng từ Hiệp hội Công nghiệp ghi âm New Zealand (RMNZ). Tại Anh Quốc, "Elastic Heart" ra mắt ở vị trí thứ 79 trên bảng xếp hạng UK Singles Chart vào ngày 12 tháng 10 năm 2013. Vào ngày 17 tháng 1 năm 2015, đĩa đơn quay trở lại bảng xếp hạng ở vị trí thứ 61.
Chú thích
1. ↑  Ở đây nhà phê bình đã so sánh ẩn dụ. "Aftermarket" là việc buôn bán phụ tùng xe hơi đã được sản xuất. Loại phụ tùng này do các công ty không phải là công ty sản xuất xe hơi chính hãng sản xuất và thu lợi nhuận cho riêng họ. Ý nhà phê bình là "Elastic Heart" là một bài hát có nhiều điểm tương đồng so với "Do What U Want" (2013). Dù giống nhau nhưng thành công của Sia vẫn được công nhận, không khác gì Lady Gaga. Xem thêm về thuật ngữ "aftermarket" tại wikipedia tiếng Anh.

## Đội ngũ thực hiện
- Viết lời, hát chính – Sia Furler, Thomas Wesley Pentz, Andrew Swanson
- Sản xuất – Greg Kurstin, Diplo
- Kỹ sư thu âm – Greg Kurstin
- Kỹ sư thu âm bổ sung – Alex Pasco
- Thu âm và xử lí giọng hát – Rob Kleiner
- Phối khí – Manny Marroquin
- Phối khí bổ sung – Chris Galland, Delbert Bowers
- Hoàn chỉnh âm thanh – Brian "Big Bass" Gardner
- Lập trình trống – Andrew Swanson, Diplo

Thông tin về đội ngũ thực hiện "Elastic Heart" được lấy từ bìa album số The Hunger Games: Catching Fire – Original Motion Picture Soundtrack.

## Xếp hạng và chứng nhận
| Bảng xếp hạng (2013–14)         | Vị trí cao nhất |
| ------------------------------- | --------------- |
| Úc (ARIA)                       | 67              |
| Bỉ (Ultratop Flanders)          | 46              |
| Bỉ (Ultratip Wallonia)          | 27              |
| New Zealand (Recorded Music NZ) | 7               |
| Anh (Official Charts Company)   | 79              |

| Bảng xếp hạng (2015)            | Vị trí cao nhất |
| ------------------------------- | --------------- |
| Đan Mạch (Tracklisten)          | 21              |
| Pháp (SNEP)                     | 23              |
| Hungary (Mahasz)                | 20              |
| Hà Lan (Single Top 100)         | 46              |
| Ý (FIMI)                        | 11              |
| New Zealand (Recorded Music NZ) | 15              |
| Na Uy (VG-lista)                | 10              |
| Slovenia (SloTop50)             | 44              |
| Thụy Sĩ (Schweizer Hitparade)   | 12              |
| Anh Quốc (OCC)                  | 61              |

| Bảng xếp hạng (2015)          | Vị trí xếp hạng |
| ----------------------------- | --------------- |
| Đan Mạch (Tracklisten)        | 97              |
| Pháp (SNEP)                   | 50              |
| Thụy Sĩ (Schweizer Hitparade) | 46              |

| Bảng xếp hạng (2015)          | Vị trí xếp hạng |
| ----------------------------- | --------------- |
| Đan Mạch (Tracklisten)        | 97              |
| Pháp (SNEP)                   | 50              |
| Thụy Sĩ (Schweizer Hitparade) | 46              |

| Quốc gia                                                                           | Chứng nhận | Số đơn vị/doanh số chứng nhận |
| ---------------------------------------------------------------------------------- | ---------- | ----------------------------- |
| Đan Mạch (IFPI Đan Mạch)                                                           | Bạch kim   | 30.000^                       |
| Pháp (SNEP)                                                                        | Vàng       | 75.000*                       |
| New Zealand (RMNZ)                                                                 | Bạch kim   | 30.000*                       |
| * Chứng nhận dựa theo doanh số tiêu thụ. ^ Chứng nhận dựa theo doanh số nhập hàng. |            |                               |

## Lịch sử phát hành
| Khu vực  | Ngày                 | Định dạng                | Hãng đĩa               | Tk.    |
| -------- | -------------------- | ------------------------ | ---------------------- | ------ |
| Toàn cầu | 1 tháng 10 năm 2013  | Tải kỹ thuật số          | RCA Republic           | [ 1 ]  |
| Hoa Kỳ   | 8 tháng 10 năm 2013  | Phát thanh Rhythmic      | RCA Republic Lionsgate | [ 2 ]  |
| Hoa Kỳ   | 22 tháng 10 năm 2013 | Phát thanh hit đương đại | RCA Republic Lionsgate | [ 34 ] |
| Ý        | 15 tháng 11 năm 2013 | Phát thanh hit đương đại | Universal              | [ 35 ] |

## Phiên bản đơn ca của Sia
Năm 2014, Sia thu âm phiên bản đơn ca của "Elastic Heart" cho album phòng thu thứ sáu của cô, 1000 Forms of Fear (2014). Bài hát được phát hành vào ngày 9 tháng 1 năm 2015 thông qua hãng đĩa RCA với vai trò là đĩa đơn thứ ba của album. Annie Zaleski từ trang web The A.V. Club đã gọi "Elastic Heart" là một "bản power ballad đầy ấn tượng," trong khi Heather Phares từ trang AllMusic đã chọn bài hát là một trong ba bài hát xuất sắc nhất của album, bên cạnh "Chandelier" và "Eye of the Needle". Aimee Cliff từ tạp chí Fact đã gọi "Elastic Heart" là một "ví dụ điển hình cho cái cách mà Sia có thể thực sự biến hóa một bài hát được sáng tác cho (chứ không phải là sáng tác bởi) Sia." Ấn bản cao cấp của album 1000 Forms of Fear bao gồm một phiên bản chơi bằng đàn piano của bài hát.
Tại Ý, "Elastic Heart" được gửi đến đài phát thanh contemporary hit radio vào ngày 9 tháng 1 năm 2015. "Elastic Heart" ra mắt ở vị trí thứ 8 trên bảng xếp hạng ARIA Singles Chart vào ngày 19 tháng 1 năm 2015. Tuần tiếp theo, bài hát vươn lên vị trí thứ 5. Bài hát được Hiệp hội Công nghiệp ghi âm Úc chứng nhận 3× đĩa Bạch kim, với hơn 210.000 đơn vị được tiêu thụ tại Úc. Tại Hoa Kỳ, "Elastic Heart" ra mắt ở vị trí thứ 17 trên bảng xếp hạng Billboard Hot 100 vào ngày 24 tháng 1 năm 2015, và ngay lập tức trở thành một "Hot Shot Debut" (bài hát ra mắt lần đầu tiên hot nhất trên bảng xếp hạng tuần). Bài hát sau này được chứng nhận 2 đĩa Bạch kim với tổng doanh số và số lượt stream đạt 2 triệu đơn vị tại Hoa Kỳ. Tại Anh Quốc, đĩa đơn đạt vị trí cao nhất mà nó từng giành được là vị trí thứ 10 trên bảng xếp hạng UK Singles Chart vào ngày 5 tháng 4 năm 2015 và được hiệp hội Công nghiệp Ghi âm Anh chứng nhận đĩa Bạch kim.

### Video âm nhạc

Một cảnh quay trong video, do Shia LaBeouf và Maddie Ziegler thủ vai chính

Vào ngày 7 tháng 1 năm 2015, video âm nhạc của bài hát được phát hành. Với Sia và Daniel Askill giữ vai trò đạo diễn, Sebastian Wintero quay phim và Ryan Heffington là nhà biên đạo múa, video còn có sự tham gia của Maddie Ziegler, người đã từng xuất hiện trong các video âm nhạc của các đĩa đơn "Chandelier" và "Big Girls Cry" của Sia, và Shia LaBeouf vào hai vai chính. Trong video, Ziegler và LaBeouf mặc những bộ trang phục màu da lấm bẩn. Justine Harman từ tạp chí Elle đã so sánh chủ đề chính của video với cốt truyện phim Titanic. Jason Lipshutz từ tạp chí Billboard tóm tắt nội dung video: "Toàn bộ video nói về chuyện một cặp đôi đã gây đầy bất ngờ bằng cách giải thích ý nghĩa bài hát qua các chuyển động của cơ thể: họ vừa múa vừa đánh nhau, gục ngã ở giữa chiếc lồng, bò về phía nhau rồi lại bò ra xa, và tạo ra những biểu cảm đầy hoang dại."
Video từng được đề cử cho hạng mục Video xuất sắc nhất của nữ ca sĩ tại Giải Video âm nhạc của MTV năm 2015. Billboard đã lựa chọn video này vào "trong 10 video âm nhạc xuất sắc nhất của năm 2015 (cho đến nay)". Trang PopCrush cũng có ý kiến tương tự khi đưa ra lời nhận xét, "nghệ thuật biên đạo múa bất đối xứng cùng cuộc chiến tranh bẩn thỉu đã tạo nên một vẻ đẹp nguyên thủy và hoang tàn mà chẳng cần quan tâm xem ai đã tạo ra nó..." Trang web Vulture.com của tạp chí New York đã xếp video này ở vị trí thứ 6 trong danh sách top 10 video âm nhạc của năm 2015. Tính đến tháng 3 năm 2020, video đã tích lũy được gần 1,07 tỷ lượt xem trên YouTube. Đây là video có số lượt xem cao thứ tám trên YouTube vào năm 2015.

#### Tranh cãi
Video đã "nhận được lượng tranh cãi và tán dương ở mức độ ngang nhau". Một số nhà phê bình cho rằng video thể hiện ngầm tính ái nhi do có sự xuất hiện của màn khiêu vũ giữa một người lớn và một trẻ em mặc trang phục màu be. Sia giải thích:
| “                                                                                     | Tôi đã lường trước được những lời than về tính ấu dâm cho video này. Tất cả những gì tôi có thể nói là Maddie và Shia là hai trong số các diễn viên duy nhất mà tôi tin tưởng có thể làm tròn vai diễn và thể hiện rõ hai tâm trạng xung khắc của 'Sia'. Tôi xin gửi lời xin lỗi đến những ai cảm thấy khó chịu bởi "Elastic Heart". Dự định của tôi là đem tới phần nội dung thật cảm xúc cho người xem, chứ không muốn làm phật lòng ai cả. | ” |
| — Những dòng tweet xin lỗi của Sia trên Twitter, đăng vào tối ngày 7 tháng 1 năm 2015 | |   |

### Biểu diễn trực tiếp
Vào ngày 17 tháng 1 năm 2015, Sia trình bày "Elastic Heart" trên chương trình Saturday Night Live do Kevin Hart dẫn chương trình cùng với hai vũ công Maddie Ziegler và Denna Thomsen. Trong buổi trình diễn, Sia đeo một tấm mạng che mặt ngắn màu đen che nửa khuôn mặt, trong khi Ziegler và Thomsen, mặc những bộ đồ nịt màu da và đội mái tóc giả màu vàng, tái hiện những động tác múa trong video âm nhạc. Tháng 2 cùng năm, Sia biểu diễn bài hát trực tiếp trên chương trình The Ellen DeGeneres Show. Cô cũng trình bày bài hát này trên chương trình The Voice UK vào ngày 28 tháng 3 và trên The Voice US vào ngày 7 tháng 4 năm 2015. Sia cũng biểu diễn trực tiếp bài hát trong suốt chuyến lưu diễn Nostalgic for the Present Tour của cô vào năm 2016.

### Xếp hạng
| Bảng xếp hạng (2015)                 | Vị trí cao nhất |
| ------------------------------------ | --------------- |
| Úc (ARIA)                            | 5               |
| Áo (Ö3 Austria Top 40)               | 15              |
| Bỉ (Ultratop 50 Flanders)            | 35              |
| Bỉ (Ultratop 50 Wallonia)            | 16              |
| Canada (Canadian Hot 100)            | 7               |
| Phần Lan (Suomen virallinen lista)   | 14              |
| Đức (GfK)                            | 29              |
| Ireland (IRMA)                       | 4               |
| Israel (Media Forest)                | 2               |
| Na Uy (VG-lista)                     | 10              |
| Ba Lan (Polish Airplay Top 100)      | 1               |
| Scotland (OCC)                       | 10              |
| Tây Ban Nha (PROMUSICAE)             | 7               |
| Thụy Điển (Sverigetopplistan)        | 14              |
| Anh Quốc (OCC)                       | 10              |
| Hoa Kỳ Billboard Hot 100             | 17              |
| Hoa Kỳ Adult Pop Airplay (Billboard) | 27              |
| Hoa Kỳ Dance Club Songs (Billboard)  | 1               |
| Hoa Kỳ Pop Airplay (Billboard)       | 13              |

| Bảng xếp hạng (2015)                 | Vị trí xếp hạng |
| ------------------------------------ | --------------- |
| Úc (ARIA)                            | 14              |
| Áo (Ö3 Austria Top 40)               | 65              |
| Bỉ (Ultratop 50 Wallonia)            | 46              |
| Canada (Canadian Hot 100)            | 38              |
| Ý (FIMI)                             | 50              |
| Ba Lan (ZPAV)                        | 26              |
| Tây Ban Nha (PROMUSICAE)             | 52              |
| Thụy Điển (Sverigetopplistan)        | 61              |
| UK Singles (Official Charts Company) | 32              |
| Hoa Kỳ Billboard Hot 100             | 52              |

| Quốc gia | Chứng nhận  | Số đơn vị/doanh số chứng nhận |
| --- | ----------- | ----------------------------- |
| Úc (ARIA) | 3× Bạch kim | 210.000^                      |
| Bỉ (BEA) | Vàng        | 15.000‡                       |
| Canada (Music Canada) | Bạch kim    | 80.000*                       |
| Ý (FIMI) | 2× Bạch kim | 100.000‡                      |
| México (AMPROFON) | Vàng        | 30.000*                       |
| Anh Quốc (BPI) | Bạch kim    | 600.000‡                      |
| Hoa Kỳ (RIAA) | 2× Bạch kim | 2.000.000‡‡                   |
| * Chứng nhận dựa theo doanh số tiêu thụ. ^ Chứng nhận dựa theo doanh số nhập hàng. ‡ Chứng nhận dựa theo doanh số tiêu thụ và phát trực tuyến. |             |                               |

### Lịch sử phát hành
| Khu vực  | Ngày                | Định dạng              | Hãng đĩa          | Tk.     |
| -------- | ------------------- | ---------------------- | ----------------- | ------- |
| Ý        | 9 tháng 1 năm 2015  | Contemporary hit radio | RCA               | [ 37 ]  |
| Hoa Kỳ   | 9 tháng 2 năm 2015  | Hot adult contemporary | RCA               | [ 98 ]  |
| Hoa Kỳ   | 10 tháng 2 năm 2015 | Contemporary hit radio | RCA               | [ 99 ]  |
| Toàn cầu | 14 tháng 4 năm 2015 | EP remix               | Monkey Puzzle RCA | [ 100 ] |